# (10360) 1993 VN
(10360) 1993 VN est un astéroïde de la ceinture principale d'astéroïdes découvert en 1993.

## Description
(10360) 1993 VN a été découvert le 7 novembre 1993 à Kushiro (Japon) par Seiji Ueda et Hiroshi Kaneda.

### Caractéristiques orbitales
L'orbite de cet astéroïde est caractérisée par un demi-grand axe de 2,40 ua, un périhélie de 1,84 ua, une excentricité de 0,23 et une inclinaison de 2,10° par rapport à l'écliptique. Du fait de ces caractéristiques, à savoir un demi-grand axe compris entre 2 et 3,2 ua et un périhélie supérieur à 1,666 ua, il est classé, selon la JPL Small-Body Database, comme objet de la ceinture principale d'astéroïdes.

### Caractéristiques physiques
(10360) 1993 VN a une magnitude absolue (H) de 14,3 et un albédo estimé à 0,263.